# For All Mankind (televíziós sorozat)
A For All Mankind amerikai televíziós sci-fi sorozat, amelyet Ronald D. Moore, Matt Wolpert és Ben Nedivi írt és készített az Apple TV+ számára. A sorozat egy alternatív történelmű világban játszódik. Központi témája, hogy „mi történt volna, ha a globális űrverseny soha nem fejeződött volna be”, miután a Szovjetunió sikeresen végrehajtotta az első emberes Holdra szállást az Amerikai Egyesült Államok előtt. A sorozat címét az Apollo-11 által a Holdon hagyott emlékplakett felirata inspirálta: "Békében jöttünk az egész emberiség nevében".
A főbb szerepekban Joel Kinnaman, Michael Dorman, Sarah Jones, Shantel VanSanten, Jodi Balfour, and Wrenn Schmidt. Sonya Walger, és Krys Marshall láthatók. Cynthy Wu, Casey W. Johnson és Coral Peña a második, míg Edi Gathegi a harmadik évadban csatlakozott. A szereplők közt számos olyan is látható, aki a való életben is létezett: így az Apollo-11 legénysége, Deke Slayton, a Mercury Seven asztronautája, Wernher Von Braun rakétatudós, Sally Ride asztronauta, Thomas Paine NASA-igazgató, a repülésirányító Gene Kranz, emellett különféle bevágások útján politikusok, mint Ted Kennedy, Gary Hart, Richard Nixon, Ronald Reagan, és Bill Clinton.
A For All Mankind premierje 2019. november 1-jén volt. 2019 októberében bejelentették, hogy jön a sorozat második évada, amelynek a premierje 2021. február 19-én volt. 2020 decemberében a második évad premierje előtt bejelentették, hogy a sorozatnak lesz harmadik évada is, amit 2022. június 10-én mutattak be. A sorozatnak berendelték a negyedik évadát is, amely 2023. november 10-én került adásba. A sorozat magyar felületekről is elérhető, de szinkront eddig még nem kapott.

## Cselekmény
Egy alternatív valóságban 1969-ben elsőként száll ember a Holdra, de nem Neil Armstrong az, hanem Alekszej Leonov szovjet űrhajós. A kudarc lesújtja ugyan a NASA-t, de az Egyesült Államok kormánya úgy dönt, hogy folytatja a versenyt. Miután a szovjetek újra lépéselőnybe kerülnek, amikor nőt küldenek a Holdra, az USA úgy dönt, hogy egy egész csapat női űrhajóst képez ki, elősegíti a korábban a programból kizárt feketék bevonását, és célként tűzik ki egy holdbázis létesítését. Minden évad tíz év ugrással jár előrébb az időben: az első évad az 1970-es, a második évad az 1980-as, a harmadik az 1990-es, a negyedik a 2000-es években játszódik. Különféle események, amelyek megtörténnek a sorozatban, a való életben történtek alternatív megfelelői, például megjelenik az 1995-ös oklahomai robbantás vagy a Gorbacsov elleni 1991-es puccskísérlet.
Ronald D. Moore akként magyarázta meg ezen alternatív idősíkot, hogy ebben Szergej Koroljov, aki a szovjet űrprogramért volt felelős, nem halt meg egy műtét szövődményeinek köszönhetően 1965-ben, és az ő személye volt az, ami összetartotta a holdraszállás programját.

## Főszereplők
- Joel Kinnaman mint Edward "Ed" Baldwin: a NASA egyik legjobb asztronautája. A karaktert az Apollo-10 parancsnoka, Thomas P. Stafford után mintázták.
- Michael Dorman mint Gordon "Gordo" Stevens (1-2. évad): asztronauta és Ed legjobb barátja. Karakterét Eugene Cernan után mintázták.
- Sarah Jones mint Tracy Stevens (1-2. évad): Gordo felesége, később ő maga is űrhajós.
- Shantel VanSanten mint Karen Baldwin (1-3. évad): Ed felesége, aki az űrhajósok bárját viszi, később pedig egy űrhotelt.
- Jodi Balfour mint Ellen Wilson: az egyik első női asztronauta, később a NASA igazgatója, majd szenátor és az Egyesült Államok elnöke 1992-től.
- Wrenn Schmidt mint Margo Madison: NASA-mérnök, akit Wernher Von Braun mentorált. Karaktere Frances Northcutt-on alapul.
- Sonya Walger mint Molly Cobb (1-3. évad): asztronauta, karaktere Jerrie Cobb-on alapul.
- Krys Marshall mint Danielle Poole: az első fekete női asztronauta.
- Cynthy Wu mint Kelly Baldwin (2. évad-): tudós, Ed és Karen örökbefogadott lánya.
- Casey W. Johnson mint Danny Stevens (2. évad-): asztronauta, Gordo és Tracy fia. Az első évadban karaktere fiatalabb változatát Jason David és Mason Thames alakították.
- Coral Peña mint Aleida Rosales (2. évad-): illegális mexikói bevándorló, rendkívüli adottságokkal, aki Margo mentorálása alatt az űrprogram részese lesz. Fiatalabb kiadását az első évadban Olivia Trujillo alakította.
- Edi Gathegi mint Dev Ayesa (3. évad-): a Helios Aerospace alapítója, egy magáncégé, amelynek célja, hogy előbb érjen a marsra, mint az amerikaiak vagy a szovjetek.
- Toby Kebbell mint Miles Dale (4. évad): korábban egy olajfúrótornyon dolgozó munkás, aki a megélhetés reményében új munkát vállal a Marson.
- Tyner Rushing mint Samantha Massey (4. évad): űrbeli munkás a marsi kolónián
- Szvetlana Efremova mint Irina Morozova (4. évad): magas rangú szovjet tiszt
- Daniel Stern mint Eli Hobson (4. évad): a NASA új vezetője.

## Epizódok
| Évad | Évad | Epizódok | Eredeti sugárzás   | Eredeti sugárzás    | Magyar sugárzás    | Magyar sugárzás     |
| Évad | Évad | Epizódok | Évadpremier        | Évadfinálé          | Évadpremier        | Évadfinálé          |
| ---- | ---- | -------- | ------------------ | ------------------- | ------------------ | ------------------- |
|      | 1.   | 10       | 2019. november 1.  | 2019. december 20.  | 2019. november 1.  | 2019. december 20.  |
|      | 2.   | 10       | 2021. február 19.  | 2021. április 23.   | 2021. február 19.  | 2021. április 23.   |
|      | 3.   | 10       | 2022. június 10.   | 2022. augusztus 12. | 2022. június 10.   | 2022. augusztus 12. |
|      | 4.   | 10       | 2023. november 10. | 2024. január 12.    | 2023. november 10. | 2024. január 12.    |

### 1. évad (2019)
| Sor. | Év. | Cím                                          | Rendező              | Író                                                                              | Premier                               |
| --- | --- | -------------------------------------------- | -------------------- | -------------------------------------------------------------------------------- | ------------------------------------- |
| 1. | 1.  | Vörös Hold (Red Moon)                        | Seth Gordon          | Történet: Ronald D. Moore, Matt Wolpert és Ben Nedivi Tévéjáték: Ronald D. Moore | 2019. november 1. 2019. november 1.   |
| 1969 júniusában a szovjet kozmonauta, Alekszej Leonov lesz az első ember a Holdon. Ennek hatására az USA rohamtempóban igyekszik sajátjait is feljuttatni. Az Apollo-10 legénységének tagja, Edward Baldwin asztronauta részegen kifejti véleményét egy riporternek arról, hogy a NASA jobban összeszedhette volna magát - emiatt az űrprogramot felügyelő Wernher Von Braun leveszi őt a pilóták névsorából. Egy hónappal később elindul az Apollo-11, azonban becsapódik a Hold felszínén, és órákra megszakad a kapcsolat a Földdel, ami miatt halottnak hiszik őket. Ám több mint négy óra után Armstrong és Aldrin bejelentkeznek. A sikeres landolást követően Ed reméli, hogy visszakerülhet az Apollo-15-re. Az eseményeket űrhajóstársa, Gordo buliján követi végig, miközben egy Mexikóból illegálisan bevándorló apa és lánya rádión keresztül hallgatják a közvetítést. |     |                                              |                      |                                                                                  |                                       |
| 2. | 2.  | Ő építette a Saturn V-öt (He Built Saturn V) | Seth Gordon          | Matt Wolpert és Ben Nedivi                                                       | 2019. november 1. 2019. november 1.   |
| Az Apollo-11 legénysége, ha nehezen is, de felszáll a Holdról és sikeresen hazatér. Von Braun konfrontálódik Nixon elnökkel, aki máris egy katonai bázist vízionál odafent. Megkeresik Edet, és azt mondják neki, hogy ha nagy nyilvánosság előtt kritizálja Von Braunt az Apollo-10 elszalasztott startjáért (és az űrverseny elvesztéséért), akkor visszakerülhet az Apollo-15-re. Ő azonban tisztességes marad és megvédi Von Braunt, aki viszont így sem maradhat a helyén, mert kikezdik náci múltja miatt. A NASA egyik tehetséges munkatársa, Margo kérdőre vonja a témában, de ő megvédi múltbeli tetteit. Közben Edet is visszahelyezik. Miközben útnak indul az Apollo-12, a szovjetek újra sokkolják az egész világot, amikor a tévéképernyőkön megjelenik az első női kozmonauta a Holdon. |     |                                              |                      |                                                                                  |                                       |
| 3. | 3.  | Nixon női (Nixon's Women)                    | Allen Coulter        | Nichole Beattie                                                                  | 2019. november 1. 2019. november 1.   |
| A női kozmonauta hatására Deke Slayton feladatul kapja, hogy állítson össze egy egész csapatot női űrhajósokból. Húsz jelöltből választanak ki 5 komolyan vehetőt, akik közt ott van Tracy Stevens, az Apollo-15 űrhajósának, Gordónak a felesége, Molly Cobb és Patty Doyle a Mercury-13 programból, Danielle Poole, egy fekete nő, és Ellen Waverly. Közben a NASA szondái vízjeget találnak a Hold felszínén, ami segít a leendő holdbázis helyének kiválasztásában. Eközben a női asztronautákat egy húszmérföldes állóképesség-túrára küldik a sivatagba, ahol Tracy segít a sérült Ellen-nek, még azon az áron is, hogy ő maga elbukhat a teszten. A jelölteknek ezután egy szimulált holdraszálláson kell részt venniük, ahol Patty Doyle szörnyethal egy balesetben. |     |                                              |                      |                                                                                  |                                       |
| 4. | 4.  | Az elsők (Prime Crew)                        | Allen Coulter        | Naren Shankar                                                                    | 2019. november 8. 2019. november 8.   |
| A NASA által felfedezett üzemanyag alkalmas lehet rakéta-üzemanyag gyártására, ezalatt a szovjetek egyik űrhajója a Holdba csapódik, megölve a kozmonautát. Mivel a szállítmányuk jól láthatóan egy holdbázis létesítéséhez alkalmas eszközöket tartalmaz, az amerikaiaknak is sietniük kell ez irányú terveikkel. Közben eljön az 1972-es elnökválasztás, ahol a demokrata Ted Kennedy a legesélyesebb jelölt, s a vietnami háború is véget ér. Deke Slayton leveszi az Apollo-15 programból Gordót, és Molly Cobb-ot rakja a helyére. Gordo csalódott, de büszke marad felesége eredményeire. Molly eleinte nagyon nehezen jön ki űrhajóstársaival. |     |                                              |                      |                                                                                  |                                       |
| 5. | 5.  | A végtelenbe (Into the Abyss)                | Sergio Mimica-Gezzan | David Weddle és Bradley Thompson                                                 | 2019. november 15. 2019. november 15. |
| Az Apollo-15 legénysége kockázatos manővert vállal be, és a Shackleton-kráter mellett szállnak le, mert ott valószínűleg találnak vízjeget, amire nagy szüksége lesz a leendő kolóniának. Kétnapi hiábavaló keresés után Molly önként jelentkezik, hogy leszáll a kráter mélyére kutakodni. Végül talál jeget, és dicsőségesen tér haza. Danielle férje hazatér Vietnamból és rögtön vitába is száll Gordóval. Karen és Wayne (Molly férje), aggódva partnereikért odafent a Holdon, egymás társaságában beszélik ki félelmeiket. Az epizód végén előreugrunk 1973. október 12-ére, amikor az amerikai Jamestown bázist hivatalosan is megalapítják a Holdon. |     |                                              |                      |                                                                                  |                                       |
| 6. | 6.  | Otthon, édes otthon (Home Again)             | Sergio Mimica-Gezzan | Stephanie Shannon                                                                | 2019. november 22. 2019. november 22. |
| 1974. augusztus 24-én három űrhajós lakik a Jamestown bázison: Ed, Gordo és Danielle. Ted Kennedy elnök elfogadja az egyenlő jogokról szóló törvényt, amit alkotmány-kiegészítésbe foglalnak, s innentől a nők egyenlő jogokat élveznek a férfiakkal. Az Apollo-23 felrobban a kilövőálláson, megölve 11 embert, köztük az űrközpont igazgatóját. Két hónappal később a szovjetek bejelentik, hogy a Holdon létrejött a Zvezda bázis, alig 10 kilométerre Jamestown-tól. Margo felfedezi Aleidát, a mexikói emigráns lányt, ahogy a matekleckéjén dolgozik. Az FBI nyomozni kezd az Apollo-23 ügyében, ami Ellen és Larry magánéletét is veszélyezteti, lévén Ellen leszbikus - ha ez kiderülne, a karrierje véget érne. Margo meglátogatja Von Braunt, aki közli vele, hogy az apja a Manhattan Project-en dolgozott, de azt is, hogy politikai tényezők közvetetten vezettek az Apollo-23 balesetéhez. Margo az így megtudott információval megzsarolja a NASA vezetését, hogy repülésirányító lehessen. Kennedy elnök kegyelemben részesíti Nixont a Watergate-botrány kapcsán. Gordo furcsa vörös fényeket lát a Jamestown bázis környékén. |     |                                              |                      |                                                                                  |                                       |
| 7. | 7.  | Szia, Bob! (Hi Bob)                          | Meera Menon          | Ronald D. Moore                                                                  | 2019. november 28. 2019. november 28. |
| A NASA rájön ugyan, mi okozta az Apollo-23 tragédiáját, de az Apollo-24 kilövését tovább halogatják technikai nehézségek miatt. Gordo a holdi izoláció miatt mentális problémákkal kezd küzdeni, Ed pedig úgy dönt, haza kell mennie Danielle-lel, még ha ez azzal is jár együtt, hogy többé nem repülhet. Danielle szándékosan eltöri a karját, hogy alibit szolgáltasson Gordónak a visszatéréshez, és így eltitkolják a gondjait. Danielle férje nem kap állást. Az FBI nyomozása eldurvul, ezért Ellen és Larry úgy döntenek, hogy összeházasodnak - Pam, Ellen partnere ennek hatására szakít vele. Ed fia, Shane magatartásával komoly gondok vannak. Karen ezért felpofozza őt és szobafogságba küldi. Shane azonban megszökik egy kosármeccsre, de az odaúton elgázolja egy autó. |     |                                              |                      |                                                                                  |                                       |
| 8. | 8.  | Törés (Rupture)                              | Meera Menon          | Nichole Beattie                                                                  | 2019. december 6. 2019. december 6.   |
| Gordo titokban pszichológushoz jár, Danielle viszont aggódik amiatt, hogy elszólja magát a kartörésével kapcsolatban. Shane a balesetét követően agyhalott lesz, és bár Karen az utolsó pillanatig reménykedik, hogy felépülhet, végül hagyja, hogy a fiút lekapcsolják a lélegeztetőgépről. Karen nem akarja elmondani a férjének ezt, aki viszont felfedezi, hogy a Holdon a szovjetek kamerákkal figyelik meg - ráadásul elárulják neki, hogy a fia meghalt. Aleidát felveszik egy jónevű iskolába, de ő nem akarja otthagyni a fiúját és a barátait. |     |                                              |                      |                                                                                  |                                       |
| 9. | 9.  | Szárnyaszegett madár (Bent Bird)             | John Dahl            | David Weddle és Bradley Thompson                                                 | 2019. december 13. 2019. december 13. |
| Karent Wayne vigasztalja fia halála miatt. Az Apollo-24 meghibásodik és nem tud elindulni a Holdra. Az Apollo-25 (Dennis, Tracy és Molly) villámgyorsan utánuk indul, hogy megjavítsák az űrhajót, de a 24 hajtóműve váratlanul beindul, elevenen elégetve az egyik űrhajóst, Mollyt pedig elsodorva a többiektől. A hajó belsejében Ellen elveszíti az eszméletét, Deke pedig az űrhajón kívül ragad. Mollyt megmentik ugyan, de az Apollo-24 megállíthatatlanul sodródik a mélyűr felé. A szovjetek elkezdik vizslatni az amerikai bányát. Aleida apját kitoloncolják az országból. Edhez bekopogtat egy szovjet kozmonauta, akinek elfogyott a levegője. Beengedi a bázisra, de azonnal foglyul is ejti. |     |                                              |                      |                                                                                  |                                       |
| 10. | 10. | Város a hegyen (A City upon a Hill)          | John Dahl            | Matt Wolpert és Ben Nedivi                                                       | 2019. december 20. 2019. december 20. |
| Aleida megkéri Margót, hogy hadd éljen vele, de ő megtagadja. Közben az Apollo-24 tovább sodródik az űrben, amely elveszíti a rádiókapcsolatot a Földdel. Ed kifaggatja a kozmonautát. Ellen magához tér és megpróbálja ellátni a súlyosan sérült Deke-et. Próbálkoznak a pályájuk korrekciójával, sikertelenül. Ed a kozmonauta segítségével úgy dönt, hogy a Holdról próbálja megmenteni őket. Kockázatos mentőakciója végül sikerrel jár, de Deke belehal sérüléseibe. A stáblista utáni jelenetben 1983-ban járunk, ahol Baldwinék egy Sea Dragon rakéta kilövését nézik, ami szállítmányt visz az alaposan kibővült Jamestown kolóniára. |     |                                              |                      |                                                                                  |                                       |

### 2. évad (2021)
| Sor. | Év. | Cím                                       | Rendező              | Író                              | Premier                             |
| --- | --- | ----------------------------------------- | -------------------- | -------------------------------- | ----------------------------------- |
| 11. | 1.  | Minden apró dolog (Every Little Thing)    | Michael Morris       | Ronald D. Moore                  | 2021. február 19. 2021. február 19. |
| 1983-ra Jamestown méretes kolóniává fejlődik. Ronald Reagan második elnöki ciklusát tölti, Ed az Űrhajós Hivatal vezetője, Karen pedig fogadott lányukkal, Kellyvel viszi az űrhajósbárt. Jamestownban Ellen épp a távozására készül. Gordo és Tracy időközben elváltak, Tracy pedig a Tonight Show-ban jelenti be ország-világ előtt, hogy újra férjhez ment. A tudósok hatalmas napkitörést észlelnek, ami a Holdon járhat veszélyes következményekkel, ezért mindenkit fedezékbe küldenek. Molly és kollégája, Wubbo Ockels épp odakint vannak, és bár Mollynak sikerül elrejtőznie, Wubbo felborul a holdautóval és eszméletét veszti. Kockázatos módon bevonszolja társát a biztonságba, ám mindketten nagy mennyiségű kozmikus sugárzásnak lesznek kitéve. |     |                                           |                      |                                  |                                     |
| 12. | 2.  | Vérző él (The Bleeding Edge)              | Michael Morris       | Matt Wolpert és Ben Nedivi       | 2021. február 26. 2021. február 26. |
| Molly hazudik a mentési körülményekről Ellennek, de ő Wubbóval együtt őt is hazaküldi. Hősként fogadják a Földön, miközben máris érzi a sugárzás mellékhatásait. Ellen a NASA-nál kerül fontos pozícióba és elkezd tiltakozni a Mars-misszió költségvetésének megvágása ellen, miközben Margo egy Apollo-Szojuz közös missziót szeretne tető alá hozni. Kelly megtudja, hogy Tracy és Gordo legidősebb fia, Danny, az Annapolis katonai főiskolára jár. Danielle ismét találkozik Eddel és Gordóval, és kijelenti, hogy szeretne visszajutni a Holdra. Gordo masszív alkoholizmusa miatt Karen Edtől kér segítséget. Miközben elbeszélgetnek, Gordo bevallja, hogy úgy érzi, mintha énjének egy darabja a Holdon maradt volna, és emiatt elveszettnek érzi magát. Mindennek hatására Ed Gordót és Danielle-t is felírja a Holdra küldendő asztronauták névsorába. |     |                                           |                      |                                  |                                     |
| 13. | 3.  | Bevetési szabályzat (Rules of Engagement) | Andrew Stanton       | Stephanie Shannon                | 2021. március 5. 2021. március 5.   |
| A szovjetek elfoglalnak egy holdi lítiumbányát, ami miatt az amerikaiak fegyvereket akarnak küldeni az asztronautáknak - az is kiderül, hogy Jamestown már tíz éve be van poloskázva. Margo felkeresi Aleidát és rendszermérnöki állást ajánl neki a NASA-nál, miután megtudja, hogy a lányt kitoloncolják, ha nem lesz rendes munkahelye. Aleida nem akarja elfogadni az ajánlatot, mert a rossz magatartása miatt mindenhonnan kirúgták - habár valamennyi korábbi főnöke dicsérte tehetsége miatt. Végül a barátja, Davey kérésére mégis elvállalja, de szakít is vele, mert a háta mögött intézkedett az érdekében. Tracy mulasztása miatt Gordo segítségét kéri, de hamarosan összevesznek, mikor kiderül, hogy mindketten egyszerre lesznek fenn a Holdon. Kelly jelentkezni akar az Annapolisra, ami szüleit komoly kétségbeeséssel tölti el, mert nem akarják, hogy Shane sorsára jusson. |     |                                           |                      |                                  |                                     |
| 14. | 4.  | A Pathfinder (Pathfinder)                 | Andrew Stanton       | David Weddle és Bradley Thompson | 2021. március 12. 2021. március 12. |
| Az új, nukleáris hajtású űrsiklónak, a Pathfindernek Ed lesz a parancsnoka, miután Karen javaslatára visszatér az űrbe. A Földön Molly veszi át a helyét. Danielle összevitatkozik férje öngyilkossága után a rokonaival, akik szerint az űrprogramban ő csak egy kvóta-fekete. Ezen felháborodva parancsnoki pozíciót követel magának, amit meg is kap: ő felel az Apollo-Szojuz közös küldetésért. Gordo pánikrohamot kap, miközben a Holdra visszatérés előtti próbákat végzi. Ed bátorítani próbálja, és versenyezni kezdenek repülőikkel. Kockázatos manővereket követően Ed repülője kigyullad, és a Mexikói-öbölbe katapultál. |     |                                           |                      |                                  |                                     |
| 15. | 5.  | Teher (The Weight)                        | Meera Menon          | Nichole Beattie és Joe Menosky   | 2021. március 19. 2021. március 19. |
| Karen ideges lesz Ed balesete miatt, de megfogadja, hogy nem fogja felemlegetni, ha épségben hazatér. Ed és Gordo megússzák egy figyelmeztetéssel Margótól, pedig példát akarnak velük statuálni. Tracy érkezése a Holdra elég szerencsétlenül sikerül, ráadásul alig egy hónap eltelte után inni kezd és cigarettázni, ami szigorúan tilos (odafent egy illegális szeszfőzde is működik). A szén-dioxid érzékelők beindulnak a füst hatására, a bázison beindul a riasztás, Tracyt majdnem hazaküldik, de kap egy második esélyt, amiért cserébe elveszíti kivételezett státuszát. Molly látása elkezd romlani. Aleida bekerül az Apollo-Szojuz program csapatába. Ellen ellátogat régi partnere, Pam egyik felolvasóestjére, és újra egymásba gabalyodnak, annak ellenére, hogy Pamnek már új kapcsolata van. Gordo a klausztrofóbiájával és rossz fizikai állapotával küszködik. Egy új szállítmánnyal Jamestown fegyvereket kap. |     |                                           |                      |                                  |                                     |
| 16. | 6.  | Ember tervez (Best Laid Plans)            | Meera Menon          | Joe Menosky                      | 2021. március 26. 2021. március 26. |
| Megérkezik a szovjet küldöttség az Egyesült Államokba az Apollo-Szojuz program kapcsán, de minden ellen tiltakoznak, amit a NASA javasol, beleértve a projekt nevét is. Jamestownban lőgyakorlatokat tartanak, Kelly pedig az annapolisi felvételijére gyakorol. Danielle és két asztronauta-társa elviszi magával a szovjet kozmonautákat az űrhajósbárba, ahol remekül kijönnek egymással, később pedig ők látogatnak el a szovjet Csillagvárosba. Margo és Szergej (a szovjetek egyik embere) titokban találkoznak, ahol is a nő megmutatja neki az univerzális dokkolóegység tervrajzait, amit Aleida tökéletesített. Ellen bevallja Pamnek, hogy szereti őt, és Larrynek, hogy el akar válni, és Gordo is közli Tracy új férjével, hogy vissza akarja szerezni az exnejét. |     |                                           |                      |                                  |                                     |
| 17. | 7.  | Ne légy gonosz (Don't Be Cruel)           | Dennie Gordon        | Nichole Beattie                  | 2021. április 2. 2021. április 2.   |
| Pattanásig feszül a helyzet az amerikaiak és a szovjetek között. Mielőtt Ellen elindulna Koreába, híreket kap arról, hogy az apja szívrohamot kapott. Mikor beér a kórházba, szerencsére már jobban van, és ekkor megvallja neki, hogy szeretne kilépni a NASA-tól, és a családi vállalkozással foglalkozni. Ekkor érkezik a hír, hogy a gépet, amivel utazott volna, a Korean Airlines 007-es járatát, lelőtték a szovjetek. Mivel a szovjetek titkolózóak, és az incidensben meghal a NASA igazgatója is, ideiglenesen Ellent nevezik ki a helyére. Margo kódolt üzenetben figyelmezteti Szergejt a szovjetek által használt technológia hibáira. Kelly elkezd kutatni a vér szerinti szülei után, Karen pedig eladja Tracy új férjének az űrhajóskocsmát. Ezalatt a Holdon Tracy és a többiek vissza készülnek foglalni a bányát. |     |                                           |                      |                                  |                                     |
| 18. | 8.  | A győzelemre (And Here's to You)          | Dennie Gordon        | Ronald D. Moore                  | 2021. április 9. 2021. április 9.   |
| Az elnök felkéri Ellent, hogy maradjon a NASA igazgatója, ami konfliktust okoz Pammel. Mollynál operálhatatlan zöldhályogot fedeznek fel, ami a Holdon kapott sugárzás következménye, és biztos, hogy idővel meg fog vakulni. A Pathfindert rakétákkal szerelik fel, a legénységet pedig kiképezik tűzharcra. Kelly rájön, ki a vér szerinti apja és féltestvére, de nem leplezi le magát előttük. Gordo megérkezik a Holdra, és elmeséli Tracynek, hogy is történt az eset, amikor Danielle eltörte a karját. Margo és Szergej közelebb kerülnek egymáshoz, miközben kiderül, hogy a szovjet Buran űrsiklók ugyanolyan tömítőgyűrű-hibákkal küzdenek, mint az amerikaiak. Aleida megszégyeníti Billt, aki ezért felmond, a lány pedig élettörténetét feltárva előtte kér bocsánatot. Danny és Karen viszonyt kezdenek. A Holdra érkező tengerészgyalogosok észreveszik, hogy a kozmonauták valamit telepítenek a bányában. Egy félreértés miatt tüzet nyitnak, megölik az egyiket, a másikat pedig súlyosan megsebesítik.                                                                  |     |                                           |                      |                                  |                                     |
| 19. | 9.  | Triázs (Triage)                           | Sergio Mimica-Gezzan | Bradley Thompson és David Weddle | 2021. április 16. 2021. április 16. |
| A szovjetek, válaszul a holdi incidensre, felküldik a Burant, amellyel Jamestownt és az érkező amerikai űrhajókat is veszélyeztetni tudják. Válaszul a NASA is felküldi idő előtt a Pathfindert, felhatalmazva őket arra. hogy alkalmazzanak erőszakot is, ha szükséges. Mindennek ellenére az Apollo-Szojuz küldetés is elindul. Karen bevallja Ednek, hogy félrelépett, és hogy párterápiára akar menni. Molly és Wayne egy kísérleti terápiáról vitatkoznak a nő zöldhályoga kapcsán, amin végül nem vesz részt. Mikor Pam rájön, hogy Ellen politikai karrierjének útjában áll, szakít vele. Két kozmonauta megy el Jamestownba, hogy meglátogassák súlyosan sérült társukat, és hogy elvigyék a halottjukat. Mikor a sérült magához tér és megtudja, hogy hol van, közli, hogy dezertálni akar. Később aztán a szovjetek visszatérnek, kilövik Jamestown egyik ablakát, a keletkező légnyomáskülönbség miatt egy űrhajós meghal - ezt követően fegyveresek nyomulnak be a bázisra. |     |                                           |                      |                                  |                                     |
| 20. | 10. | Szürke (The Grey)                         | Sergio Mimica-Gezzan | Matt Wolpert és Ben Nedivi       | 2021. április 23. 2021. április 23. |
| A puskaporos politikai helyzet miatt halogatják az Apollo-Szojuz misszió megkezdését, ami felbőszíti Danielle-t. Houston nem tud róla, hogy a szovjetek megtámadták Jamestown-t, de Gordo és Tracy üzenetet küldenek, amit Aleida talál meg. A két oldal katonái összecsapnak, négyen meghalnak, de ami ennél is rosszabb: a bázis nukleáris reaktorának hűtőrendszere megsérül. Gordo és Tracy sebtiben összetákolt védőruha segítségével tervezi kívülről megjavítani. Danielle megtagadja a tiltó parancsot, végrehajtja a dokkolást, és a két ország űrhajósai végre üdvözölhetik egymást. A barátságnak ezen gesztusa a Földön is enyhíti az eszkalálódó háborús helyzetet. A Holdon a Buran és a Pathfinder már majdnem tüzet nyitnak egymásra, de Ed ehelyett inkább a Sea Dragon ellátmányára tüzel. Tracy és Gordo megmentik Jamestownt, de ez az életükbe kerül. A szovjetek elhagyják az amerikai bázist, viszont a Földön Szergej segítségével akarnak titkosított információkat kiszedni Margóból. A stáblista utáni jelenetben 1995-be ugrunk, ahol egy ember sétál a Marson. |     |                                           |                      |                                  |                                     |

### 3. évad (2022)
| Sor. | Év. | Cím                                                     | Rendező         | Író                              | Premier                                 |
| --- | --- | ------------------------------------------------------- | --------------- | -------------------------------- | --------------------------------------- |
| 21. | 1.  | Polaris (Polaris)                                       | Sarah Boyd      | Matt Wolpert és Ben Nediv        | 2022. június 10. 2022. június 10.       |
| 1992-ben járunk. Ed és Karen elváltak, a nő egy Polaris nevű űrhotelt üzemeltet Sammel. Itt tartják Danny esküvőjét, amin Ed és Danielle is részt vesznek az új partnereikkel. Közben Ellen már mint republikánus szenátor indul Bill Clinton ellen az amerikai elnökválasztáson. Az űrverseny folytatódik, de ezúttal már a Marsért. Molly, aki teljesen megvakult, felelős a programért, és neki kell döntenie, hogy Ed vagy Danielle vezesse az űrhajósokat. Margo a NASA vezetője, ő és Szergej titokban segítik egymást a programjaikban. Margo viszont nem tudja, hogy Szergej a szovjet feletteseinek utasítására húz ki belőle információkat. Aleida tervezi a Marsra jutáshoz szükséges rakétákat, és az építés felügyelete céljából a Holdra utazik. Egy hibás észak-koreai rakétáról levált űrszemét miatt megsérül a Polaris, ami kontrollálatlanul kezd el pörögni, és félő, hogy darabjaira szakad. Az evakuáció során Sam meghal, Ed megsérül, Danny viszont sikeresen megakadályozza a katasztrófát. |     |                                                         |                 |                                  |                                         |
| 22. | 2.  | Fordulópont (Game Changer)                              | Sarah Boyd      | David Weddle és Bradley Thompson | 2022. június 17. 2022. június 17.       |
| Karentől megveszi a Polarist Dev Ayesa, a Helios Aerospace alapítója, aki azt a saját, kereskedelmi Mars-missziójához akarja használni. Molly végül Ed mellett dönt, azzal, hogy Danielle lesz a tartalék, de ez nem tetszik Margónak, aki kirúgja Mollyt és Danielle-t teszi a küldetés élére. A dühös Ed közli vele, hogy csak azért választották őt, mert nő, és ráadásul fekete is. Danny bevallja Karennek, hogy még mindig szereti őt. Ellen megnevezi Jim Bragg-et, a tudományellenes evangélikus kormányzót, mint alelnökjelöltjét. Karen meggyőzi Devet, hogy legyen Ed a misszió parancsnoka, és még a nő is állást kap nála. Dev a NASA éberségét kijátszva jelenti be ország-világ előtt, hogy a Phoenix névre hallgató küldetés Eddel indul a Marsra, méghozzá két évvel korábban, mint az amerikai és a szovjet tervezett start. |     |                                                         |                 |                                  |                                         |
| 23. | 3.  | Mindent egy lapra (All in)                              | Wendey Stanzler | Nichole Beattie                  | 2022. június 24. 2022. június 24.       |
| Kelly visszatér az Antarktiszról, és ő lesz a marsi misszió biológusa. Karen állást ajánl Aleidának is, de ő marad inkább a NASA-nál. A Helios repülésirányítója Bill Strausser lesz. Danny részegen botrányt csinál és letartóztatják, ami miatt kiteszik a programból, ám Ed a Phoenix-en ad neki új esélyt - miközben kénytelen bevallani, hogy rossz a házassága. Szergejt arra kényszerítik, hogy tudja meg Margótól a nukleáris hajtóművük működési elvét, mert az övék nem működik. Margo ezt visszautasítja, mire egy KGB-s megzsarolja, hogy ha nem tesz így, akkor megölik Szergejt. A Földön eközben egyre nagyobb a tiltakozás a holdi hélium-3 bányászat miatt, mert a fosszilis energiahordozók feldolgozásában résztvevő munkások elveszítik a munkájukat. Jimmy, Danny öcccse, elmegy az egyik demonstrációra, ahol megismerkedik Sunnyval. Két évvel később Ellen az elnök, és elindul három küldetés is a Marsra: a Phoenix, a Sojourner-1 a Holdról, és a szovjetek Marsz-94 missziója. |     |                                                         |                 |                                  |                                         |
| 24. | 4.  | Happy Valley (Happy Valley)                             | Wendey Stanzler | Joe Menosky                      | 2022. július 1. 2022. július 1.         |
| A három űrhajó közül a Phoenix halad az élen, míg a napvitorláit ki nem nyitva a Sojourner-1 meg nem előzi. Dev emiatt elkezd dühöngeni, közli, hogy az elsőség számít egyedül, és utasítja az embereit, hogy bármi áron jussanak vissza újra az élre. Ellen meglátogatja a NASA-t, ezzel egy időben a szovjetek az űrben egy veszélyes manőverbe kezdenek, ami miatt leolvadnak a hajtóműveik nukleáris reaktorai. Ed segíteni szeretne, de Dev megtiltja, sőt távolról letiltja az űrhajó irányítását is, így a NASA űrhajója segít. A találkozó során felrobban a Marsz-94 üzemanyagtartálya, és három űrhajós meghal. |     |                                                         |                 |                                  |                                         |
| 25. | 5.  | Hét perc rémület (Seven Minutes of Terror)              | Andrew Stanton  | Sabrina Almeida                  | 2022. július 8. 2022. július 8.         |
| A Sojourner-1 és a Marsz-94 űrhajósai "eltemetik" halott bajtársaikat. Szergejt bebörtönzi a KGB és megkínozzák, de Margo Houstonba hozatja, amiért cserébe át kell adnia a Sojourner néhány adatát. A Phoenix legénysége visszanyeri az irányítást, ami feldühíti Devet, de Karen is felmond nála, az incidens hatására. Aleida rájön, hogy az orosz hajtóművek az amerikaiak pontos másolatai. Danny megszerzi a jelszót, amivel hozzáférhet Karen és Ed egymásnak titokban küldött videoüzeneteihez. A Phoenix érkezik elsőnek a Marsra, mögötte a Sojourner-1. Kelly és a szovjet kozmonauta Alekszej Poletov csókolóznak. A Phoenix landolóegysége megkísérel leszállni, amit Ed lefúj, a rossz látási viszonyok miatt. Danielle azonban sikeresen földet és a Sojourner-1-gyel. Miközben ő és Kuznyecov, a szovjet parancsnok, dulakodni kezdenek, hogy melyikük lépjen elsőnek a bolygóra, úgy esik, hogy egyszerre érnek talajt. |     |                                                         |                 |                                  |                                         |
| 26. | 6.  | Új Éden (New Eden)                                      | Andrew Stanton  | Stephanie Shanno                 | 2022. július 15. 2022. július 15.       |
| A szovjetek és az amerikaiak kényszerűen osztoznak a Happy Valley bázison, közben a Phoenix is landol és létrehozza saját bázisát. Kiderül, hogy a Sojourner-1 meghibásodása miatt mindenkinek a Phoenix-szel kell hazajutnia. Danny fúrás közben megsérül, a fájdalmaira Vicodint kap, és csakhamar függő lesz, még erősebb szerek után kutatva. Margo az amerikai hadsereg segítségét kéri, hogy Szergej disszidálhasson. Karen ismét csatlakozik a Helios csapatához, felelős pozícióban. Will Tyler asztronauta élő adásban bejelenti, hogy meleg, űrhajóstársa, Baranov pedig emiatt azt hiszi, hogy HIV-fertőzött. Ellen kihasználja a lehetőséget, és elnöki utasításba adja, hogy szigorúan tilos az asztronautáknak felfednie a szexuális identitásukat - Larry partnere azonban elszólja magát egy riporternek a homoszexuális kapcsolatukról. Kelly és Alekszej szexelnek a bázison. Közben a szovjetek vizet találnak a Marson, a kitermeléshez a Helios segítségét kérik, és mindezt eltitkolják a NASA elől, de Szergej elmondja Margónak. |     |                                                         |                 |                                  |                                         |
| 27. | 7.  | Vesd be sóval (Bring It Down)                           | Dan Liu         | Nichole Beattie                  | 2022. július 22. 2022. július 22.       |
| A houstoni szovjet csapat átköltözik a Helioshoz, Szergej pedig visszatér a Szovjetunióba. Larry eskü alatt hazudik egy kongresszusi meghallgatáson a szexuális identitását illetően, majd elmondja Ellennek, hogy Pam a karrierje miatt hagyta el. Később ezért Ellen meglátogatja a nőt. A Helios csapata fúrni készül, hogy a felszínre hozhassák a vízjeget, pedig Kelly figyelmezteti őket, hogy a mintákat nem vizsgálták be megfelelően az élet nyomait keresve. Danny gyógyszerfüggősége súlyosbodik, ezért Ed kiveszi a fúrócsapatból, és helyette a fúró távfelügyeletével bízza meg. Félig katatón állapotban hagyja, hogy a fúrófej veszélyes nyomáson dolgozzon, majd amikor emiatt baleset történik, kikapcsolja a kommunikációs rendszereket. Mire a Phoenix csapata észreveszi, mi történt, egy hatalmas repedés keletkezik a sziklafalon, ami óriási hegyomlást okoz, maga alá temetve több embert is. Aleida elkezdi gyanítani, hogy Margo szivárogtatta az információkat a szovjeteknek. Jimmy és Sunny megszereznek egy NASA belépőkártyát, aminek felhasználásával Sunny konteós ismerősei ellopják Gordo és Stacy emlékművét. |     |                                                         |                 |                                  |                                         |
| 28. | 8.  | Árész titka (The Sands of Ares)                         | Dan Liu         | Joe Menosky és Eric Phillips     | 2022. július 29. 2022. július 29.       |
| Alekszej és Louisa Miller megússzák a tragédiát, habár Alekszej csúnyán beveri a fejét. Nick Corrado és Isabel Castillo meghalnak, miután a sziklák rájuk omlanak. Ellen közli Pammel, hogy ő élete szerelme. Ed és Danny együtt szorulnak be a törmelék alá, és ezalatt Ed részleteket tud meg fia, Shane halálával kapcsolatban. Happy Valley megtalálja őket, és a NASA-val, valamint a szovjetekkel együtt terveznek egy mentőakciót. Dev ötletének hála végül megmenekülnek. Alekszej meghal egy agyi vérömleny miatt, ami a sziklaomlás során a fejét ért ütés miatt keletkezett, hiába kap vérátömlesztést Kellytől, akiről Majakovszkij véletlenül megtudja, hogy terhes. |     |                                                         |                 |                                  |                                         |
| 29. | 9.  | Hazatérés (Coming Home)                                 | Craig Zisk      | David Weddle és Bradley Thompson | 2022. augusztus 5. 2022. augusztus 5.   |
| 5 hónappal később az életben maradtak azt tervezik, hogy a Phoenix segítségével végre hazaindulnak. Mivel a dokkoló-elektronika meghibásodott, Danielle és Kuznyecov 90 kilométert autóznak egy lezuhant észak-koreai szondához, hogy pótalkatrészt szerezzenek. Aleida és Bill meggyőződnek arról, hogy Margo a szivárogtató; Aleida ellenkezése ellenére Bill az FBI-hoz fordul. A növekvő pénzügyi nehézségek miatt a Helios kirúgja Devet, és helyette Karen lesz az igazgató, egyben eladják a Phoenix-et a NASA-nak. A politikai válságnak elébemenve, és tartva egy vádemeléstől Ellen nyilvánosan beismeri, hogy leszbikus. Kelly a terhessége szövődményeivel küzd. Danielle és Kuznyecov döbbenten fedeznek fel az észak-koreai szonda helyén egy űrhajóst, aki fenyegetőleg lép fel velük szemben. |     |                                                         |                 |                                  |                                         |
| 30. | 10. | Idegen egy idegen világban (Stranger in a Strange Land) | Craig Zisk      | Matt Wolpert és Ben Nedivi       | 2022. augusztus 12. 2022. augusztus 12. |
| 1995. február 8-án, mindegyikük előtt egy észak-koreai űrhajó érkezik teljes titokban a Marsra, a becsapódáskor egy űrhajós meghal. A túlélő Li Jung-Gil hivatalosan az első ember a Marson, de nem tud kapcsolatot létesíteni a Földdel és az ellátmánya is fogyóban. Danielle és Kuznyecov lefegyverzik, és elviszik magukkal a keresett alkatrészekkel együtt. Bragg alelnök közli Ellennel, hogy le kell mondania, mert különben vádat fognak emeltetni ellene, de ő visszautasítja ezt, és újra összejön Pammel. Margót figyelmeztetik, hogy az FBI nyomoz utána. Romló egészsége miatt Kellynek azonnal el kell hagynia a Marsot, ami a kevés üzemanyag miatt csak egy űrsétával lehetséges. Szergej és családja Nyugat-Németországba disszidálnak. Sunny radikális NASA-ellenes barátai merényletet hajtanak végre a Johnson Űrközpont ellen, több embert megölve, köztük Karent és Mollyt is. Molly hősiesen menti az embereket, amíg tudja, vaksága ellenére is, ezért az űrközpontot az ő tiszteletére róla nevezik el. Ed a mentőakció után becsapódik a Marson, de visszajut Happy Valley-be. Kelly végül megszüli gyermekét. Mikor Danny bevallja, hogy a fúráskor bekövetkező baleset az ő hibája volt, a közösség száműzi őt az észak-koreai kapszulához. A stáblista utáni jelenet tanúsága szerint Szergej és családja 1995-ben Amerikában élnek, míg Margo 2003-ban a Szovjetunióban. |     |                                                         |                 |                                  |                                         |

### 4. évad (2023)
| Sor. | Év. | Cím                              | Rendező              | Író                                          | Premier                               |
| --- | --- | -------------------------------- | -------------------- | -------------------------------------------- | ------------------------------------- |
| 31. | 1.  | Glasznoszty (Glasnost)           | Lukas Ettlin         | Matt Wolpert és Ben Nedivi                   | 2023. november 10. 2023. november 10. |
| Újabb tíz év telik el, és ezalatt ismét látványos változások történnek. Az űrverseny immár az egész emberiség közös vállalkozásává válik. Happy Valley egy fejlett kolóniává alakult, amely most éppen arra készül, hogy befogjon egy aszteroidát, hogy annak nyersanyagait hasznosítva tovább fejlődhessen. A gép pilótája Baldwin lesz, de a küldetés tragédiával zárul: ketten meghalnak, köztük Kuznyecov, az első férfi a Marson. Aleida még mindig pánikrohamoktól szenved az előző évad végi robbantások miatt. Ezalatt Margo a Szovjetunióban éli egyhangú életét, és akárhányszor próbálja felvenni a kapcsolatot a szovjet űrközponttal, mindig lerázzák. Amikor hall a marsi balesetről, személyesen megy oda, de ismét elküldik; később egy rejtélyes nő elegyedik vele beszédbe a parkban, és közli, hogy figyelik őt, és előbb vagy utóbb, de eljön az ő ideje is. Kelly és gyermeke várja, hogy az apja jöjjön haza a Földre, de Baldwin mindig arra hivatkozik, már évek óta, hogy még egy kicsit maradnia kell. Miles, a valamikor olajfúrótornyon dolgozó munkás, aki válófélben van feleségétől, elhatározza, hogy szerez munkát, hogy legyen egy kis pénzük. A Holdra szerete menni, de az évekre előre be van táblázva. Helyette felajánlják neki, hogy menjen a Marsra, mert az hamarabb lesz elérhető, igaz, tovább is tart. A NASA új igazgatója azt kéri Danielle-től, hogy ő is menjen vissza, és legyen Happy Valley vezetője. Baldwin észreveszi, hogy remeg a keze. |     |                                  |                      |                                              |                                       |
| 32. | 2.  | Kellemes solt! (Have a Nice Sol) | Lukas Ettlin         | David Weddle és Bradley Thompson             | 2023. november 17. 2023. november 17. |
| Miles megérkezik a Marsra, de meglepetésére nem arra a munkára osztják be, amit várt, hanem karbantartó mindenes lesz. A föld alatt kell lakniuk, rossz az ellátmányuk, a bérükből rengeteget levonnak (így kevesebbet keres, mint a Földön), és még az internetkapcsolatuk is gyatra. Ráadásul Happy Valley lakói átnéznek rajtuk. Danielle megérkezik és változásokat szorgalmaz, többek között megcsináltatja a műholdat, amivel legalább a netkapcsolat stabilizálódik.Miles később próbál videoüzenetet küldeni a családjának, de szégyelli elkészíteni - egyik munkatársa, Samantha viszi el Ilja földalatti bárjába. Kelly egy újfajta robotot tervez, amellyel kutathatnák a marsi életet, ám a NASA költségcsökkentési céllal felfüggeszti a projektet. Aleidában talál partnerre, aki a poszttraumás stressze miatt felmondott a cégnél, és ketten elhatározzák, hogy közös vállalkozásba kezdenek a céljuk érdekében. Margo észreveszi, hogy az összes szovjet tévécsatorna a Hattyúk tavát sugározza. Rosszat sejtve az utcára megy, ahol megtudja, hogy Gorbacsovot megpuccsolták, és belekeveredik egy rendőri akcióba, amikor a kedvenc újságosának a védelmére siet a tömeg. |     |                                  |                      |                                              |                                       |
| 33. | 3.  | A medve ölelése (The Bear Hug)   | Dan Liu              | Andrew Black                                 | 2023. november 24. 2023. november 24. |
| Margót letartóztatják és egy cellába zárják. Itt tudja meg, hogy éppen puccs zajlik, amelyben Fjodor Korcsenkót akarják megtenni Gorbacsov helyére államelnöknek. Happy Valleyben Danielle biztosítja az ottani szovjeteket, hogy hozzáférhetnek a teljes sávszélességhez, ha beszélni szeretnének szeretteikkel, habár Csillagváros napok óta nem válaszol a megkereséseikre. Aleida és Kelly sehol nem kapnak támogatást a tervükhöz, ezért utolsó lehetőségként a visszavonultan élő Dev Ayesához fordulnak. Dev eleinte nem akar segíteni, de később meggondolja magát, és a szövetséges részvényesei segítségével visszaszerzi a Helios Aerospace feletti irányítást, kirúg mindenkit, aki nem ért egyet a víziójával, és nekilát Aleida és Kelly tervei megvalósításának. Miles pénzügyi helyzetéről tudomást szerez a neje is, aki ennek hatására elkeseredik, és lerészegedik Ilja bárjában. Mikor megtudja, hogy Ilja illegális szeszfőzdét is üzemeltet a csempészhálózaton kívül, ajánlkozik, hogy segít neki. Ilja fel is veszi, amikor megtudja, hogy a férfinak zöldkártyája van, azaz akárhová beléphet a bázison belül. Miles remekül helytáll, és szép összegeket kezd el keresni. Margót brutális eszközökkel kezdik el faggatni arról a nőről, akivel korábban találkozott, ugyanis a névjegyén található telefonszám a KGB belső elhárításánál csörgött. Miles megpróbálja felpörgetni a szeszfőzést Ilja berendezésén, azonban tönkreteszi a termosztátot. Ez hónapokra hazavágná a termelést, és helyettesítő alkatrész kizárólag egy helyen található: a bázis észak-koreaiak uralta részén. Gázszivárgásra hivatkozva jut be és szerzi meg az eszközt, de Li Jung-Gil tettenéri, és azt hiszi, hogy be akarja őket poloskázni. Miles kénytelen felfedni magát, Li pedig belemegy, hogy hallgat, ha cserébe ő is kérhet egy szívességet: azt akarja Iljától, hogy hozza el neki a feleségét a Marsra. Margót váratlanul elviszik a börtönből: mint kiderül, titokzatos jótevője nem más, mint az általa korábban látott nő, Irina Morozova. Gorbacsov önként lemondott, utódja Korcsenko lett, aki Morozovát tette meg Csillagváros vezetőjének, ő pedig Margót kéri fel, hogy legyen a főmunkatársa. |     |                                  |                      |                                              |                                       |
| 34. | 4.  | Szakadás (House Divided)         | Dan Liu              | Sabrina Almeida                              | 2023. december 1. 2023. december 1.   |
| A Marson Szvetlana Zakarova és Vaszilij Galkin összekapnak a szovjet rezsimváltással kapcsolatosan. Galkin űrruhája megsérül, az elszökő levegő miatt keszonbetegséget kap, emiatt mesterséges kómában kell tartani őt egy túlnyomásos kamrában. A szovjetek azt követelik, hogy adják ki nekik a nőt, hogy bíróság elé állíthassák, ami meglehetősen egyoldalú lenne, lévén Galkin egy befolyásos politikus unokaöccse. A NASA is minden követ megmozgat annak érdekében, hogy megakadályozzák ezt, de a Roszkozmosz új vezetője, Morozova ellenáll, ráadásul a Marson is megrendül a Danielle-be vetett bizalom. Eli Hobson egy váratlan ötlettel menti meg a helyzetet: Szvetlanát az egyetlen semleges tagállamnak, Indiának adják ki, és ebbe mindegyik fél belemegy. Morozova meghívja a tanácskozásaikra Margót is, hogy tanácsaival segítsen. Margo felfedezi, hogy a Roszkozmosz mérnökei hibáztak, és ezért következett be a tragédia az aszteroidabányászatkor. Morozova a felelős Szemjonovot elviteti a KGB-vel, Margónak pedig hálája jeléül ad egy régi fényképet Szergejről. Miles megtudja, hogy bizonyos marsi ércekért hatalmas összegeket megadnának a Földön, de Ilja nem akar segíteni a csempészésben. Miles saját szakállára kezd el sziklákat gyűjteni, eközben megcsúszik és bezuhan egy szakadékba. Samantha az, aki utánamegy és megmenti, mielőtt elfogyna az oxigénje. |     |                                  |                      |                                              |                                       |
| 35. | 5.  | Aranyhaj (Goldilocks)            | Sylvain White        | Jovan Robinson                               | 2023. december 8. 2023. december 8.   |
| Felfedeznek egy aszteroidát, ami nemrég hagyta el a Jupiter pályáját, és a Mars felé tart. A vizsgálatok szerint tele van értékes fémekkel, különösen irídiummal, ami új technikai forradalmat indíthat el. A gond csak az, hogy a Szovjetunió ellenkezik, mert ő a világ legnagyobb irídium-exportőre. Ráadásul Al Gore elnök az újraválasztási kampánya hevében nyilvánosan bejelenti, hogy ő fedezte fel. A marsiakat elkezdik felkészíteni az aszteroida befogására, az idő azonban szorít. Miles sziklabisznisze nagyon jól megy, a családja végre tud venni egy saját házat, Ilja viszont rájön a kis mellékes üzletére. Dev úgy dönt, hogy a Marsra költözik, a cég ügyeit Aleidára hagyja, Kellyt pedig magával viszi, hogy útközben képezze ki az űrhajósokat. Kelly kétségbeesik a fia miatt, és végül úgy dönt, hogy csak akkor hajlandó elindulni, ha ő is vele tarthat. Dev elfogadja ezt, azért is, mert az ő kapcsolata az anyjával nem volt tökéletes. Az egyik űrhajós felfedezi, hogy Baldwin keze remeg, és ezt jelenti Danielle-nek, ő pedig egy heves vita után felfüggeszti a repülési engedélyét és leváltja az első tiszti pozícióból is. Visszaemlékezésekben láthattuk, hogy Danielle rendszeresen látogatta a száműzetésben az észak-koreai űrhajóban élt Dannyt, akinek az állapota végül annyira leromlott a magánytól, hogy öngyilkos lett. |     |                                  |                      |                                              |                                       |
| 36. | 6.  | Leningrád (Leningrad)            | Sylvain White        | Eric Phillips                                | 2023. december 15. 2023. december 15. |
| 2003 júliusában konferenciát tartanak a Mars-7 országok Leningrádban az Aranyhaj aszteroida kitermelésével kapcsolatosan. Morozovának egy elkülönített helyiségből, headseten keresztül súg Margo, aki meglátja, hogy Aleida is itt van. A megbeszélésen kiderül, hogy az aszteroida marsi kitermelése rettenetes költségekkel és több évtizedig tartó megtérülési időszakkal jár együtt, amit senki nem tud vállalni. Váratlanul felmerül az ötlet, hogy próbálják meg Föld körüli pályára állítani, akkor minden sokkal egyszerűbb lenne. Margo úgy dönt, hogy elege van a rejtőzködésből, találkozik Aleidával, majd felfedi a világ előtt, hogy a Szovjetunióba disszidált, célja pedig az Aranyhaj-projekt szerencsés kivitelezése. Milest Ilja kitiltatja az embereivel a dokkból, véget vetve az üzelmeinek, ő viszont az észak-koreaiakhoz fordul, és a segítségükkel átveszi a hatalmat a csempészhálózat felett. Baldwin megtalálja Ilja bárját és lerészegedik, másnap pedig fizetési papírokat akarnak aláíratni vele, ugyanis hiába nem első tiszt, attól még a Helios rangidős projektmenedzsere. Baldwin aláírás helyett elteszi azokat, majd a szakszervezet alapítását fontolgató, lázadó munkások elé viszi. Mikor a munkások megtudják, hogy megnehezítik az eleve csökkentett összegű bónuszhoz jutásukat, Baldwin sztrájkra buzdítja őket. |     |                                  |                      |                                              |                                       |
| 37. | 7.  | A Rubicon (Crossing the Line)    | Maja Vrvilo          | Andrew Black                                 | 2023. december 22. 2023. december 22. |
| A marsi munkások már egy hete sztrájkolnak, ami komoly problémákat okoz. Miután a NASA és a Roszkozmosz is utasítja a parancsnokságot, hogy folytassák az üzemanyag-termelést, a munkások keményebb eszközöket vetnek be. Margót küldik a szovjetek az Egyesült Államokba az aszteroida befogására, noha a nőt hazaárulás vádjával bármikor letartóztathatnák, ezért diplomáciai mentességet kap. Aleida ennek hírére dühödten reagál, és mindent megpróbál bevetni, hogy ne jöhessen el, mindhiába. Dev, Kelly és Alex épp a legrosszabbkor érkeznek meg a Marsra, Baldwinnak nehezen megy az unokájával a barátkozás. A parancsnoki csapat, hogy kijátssza a sztrájkolókat, a saját embereikkel meg akarja kerülni az általuk lezárt rendszert, azonban a próbálkozásuk katasztrófával végződik: robbanás történik halottakkal és sebesültekkel. A NASA úgy dönt, hogy ha kell, a beépített embereikkel törik le a sztrájkot. Dev megnyerő ajánlatot tesz mindannyiuknak, és így ő lesz, aki végül véget vet a sztrájknak. Valódi szándékát csak később fedi fel Baldwin előtt: ő akarja megkaparintani az aszteroidát, hogy a marsi kolónia javát szolgálja, és ebben a segítségét kéri. |     |                                  |                      |                                              |                                       |
| 38. | 8.  | Hagyaték (Legacy)                | Maja Vrvilo          | Bradley Thompson és David Weddle             | 2023. december 29. 2023. december 29. |
| Szergej, aki fizikatanárként dolgozik az Egyesült Államokban, megtudja, hogy Margo visszatért. Palmer bezáratja a marsi feketepiacot. Ed beleegyezik, hogy három napig vigyáz Alexre, míg Kelly a kutászaival a Koroljov-kráterhez megy. Dev felvázolja a mesteri tervét: saját kommunikációs központot akar építeni a sztrájkolók közreműködésével, hogy így térítse el az aszteroidát. Ez nem egyszerű feladat, ugyanis az űrhajós csapatba be kell építeni egy emberüket, aki nem más lesz, mint Samantha. Az ő feladata lesz titokban kicserélni a diszkriminátort, amellyel a kommunikációt elterelhetik. A tartalék eszköz megszerzése nem könnyű, ezért Ed Alex apró termetét kihasználva szerzi azt meg a raktárból. Szergej felkeresi Aleidát és elmeséli neki, hogy kényszerítették Margót arra, hogy adja át a hajtómű-tervrajzokat. Később rajta keresztül egy titkos üzenetben találkozóra hívja a nőt. Szergej könyörög Margónak, hogy ne térjen vissza a Szovjetunióba, ugyanis a KGB-s tartótisztje, aki tönkretette mindkettejük életét, nem más volt, mint Morozova. |     |                                  |                      |                                              |                                       |
| 39. | 9.  | Brazília (Brazil)                | Sergio Mimica-Gezzan | David Weddle, Bradley Thompson és Kate Burns | 2024. január 5. 2024. január 5.       |
| Samantha tönkreteszi a diszkriminátort, amit így ki kell cserélni, természetesen a Devék által megbuherált darabra, így lehetőségük nyílik a Ranger berendezéseihez hozzáférve a Mars felé téríteni az aszteroidát. Li Jung-gil a rendelkezésükre bocsátja a kémkamera-hálózatukat, biztosítva, hogy senki nem fogja őket rajtakapni. Azonban az észak-koreai parancsnok egy eszközt talál a saját moduljukban, ezek után pedig követeli Poole-tól, hogy vizsgálja ki az esetet, és véletlenül kimondja Miles nevét is. Szergej, Aleida és Margo együtt vacsoráznak, mely során szóba kerül az aszteroida gazdasági haszna. Később, amikor kettesben maradnak, Szergej azt javasolja Margónak, hogy szökjenek meg ketten Brazíliába és segítsenek az ő űrprogramjuknak. Miután a NASA és a Roszkozmosz is észreveszi, hogy bizonyos alkatrészeik eltűntek, úgy döntenek, aktiválják a Marson beépített CIA- és KGB-ügynökeiket, melynek során durván vallatni kezdik Miles-t. Baldwin felfedi lánya előtt, hogy retteg a visszavonulás gondolatától, Kelly pedig visszakérdez, hogy min mesterkednek Devvel. Az észak-koreai parancsnok a saját kutakodásai során felfedezi Dev csapatának titkos kommunikációs bázisát, de Li előbb leüti, majd alaposan helybenhagyja saját parancsnokát. Ezalatt a Földön Szergejt megölik, a halálát pedig öngyilkosságnak álcázzák. |     |                                  |                      |                                              |                                       |
| 40. | 10. | Peresztrojka (Perestroika)       | Sergio Mimica-Gezzan | Matt Wolpert és Ben Nedivi                   | 2024. január 12. 2024. január 12.     |
| Két hónappal az események előtt Tuttle talál egy észak-koreai gyártású pisztolyt elásva a marsi homokban. Mindenki az aszteroida megszerzésére koncentrál. Margo megdöbben, amikor Morozova váratlanul megjelenik Houstonban. Aleida megtudja Szergej halálát, amit továbbad Margónak, aki kérdőre akarja vonni Morozovát - csak a nagy nyilvánosság akadályozza meg ebben. Milest megkínozzák majd a családjával kezdik el zsarolni, minek hatására megtörik és felfedi a titkos irányítóközpont helyét. Az ottaniak elmenekülnek Dev segítségével és átköltöznek az észak-koreaiak blokkjába. A tervük az, hogy Samanthának az észak-koreaiak titkos rádióján keresztül üzennek, és egy kockázatos művelettel az űrhajón kívülről szerzik vissza az irányítást. Samathának Palmerrel kell megküzdenie, de sikerrel jár. Aleida és Margo ezalatt a NASA központjából juttatnak fel egy felülbíráló kódot, amivel megakadályozzák az aszteroida Föld körüli pályára állását. Hogy mentse Aleidát, Margo mindent magára vállal, aminek hatására feloldják a szovjetek a diplomáciai mentességét, és az FBI elviszi őt. A Marson mindennek ellenére nem csillapodik a helyzet, mert a fegyveresek mindenáron be akarnak törni az észak-koreai modulba. Milest kiszabadítja Ilja és a csapata, majd a marsi munkások rátámadnak a katonákra és dulakodni kezdenek. Baldwin és Poole is próbálják leállítani a harcoló feleket, de Tuttle fegyvere véletlenül elsül és súlyosan megsebesíti Poole-t. A lázadás bekerül a hírekbe. Az epizód végén Margo monológját hallhatjuk, amit a bíróság előtt mondott el. Morozovát elszámoltatják a Szovjetunióban a történtek miatt. Li Jung-gil felesége végre megérkezik a Marsra, számos más észak-koreai menekülttel együtt. Poole visszatér a Földre, ahol találkozik az unokájával. 2012-be ugorva láthatjuk, hogy az aszteroidán gőzerővel zajlik a nyersanyagok kitermelése, amelyet a Kuznyecov Állomásról irányítanak. |     |                                  |                      |                                              |                                       |